# Rezolucja Rady Bezpieczeństwa ONZ nr 662
Rezolucja Rady Bezpieczeństwa ONZ nr 662 została przyjęta jednomyślnie 9 sierpnia 1990 r.
Po przypomnieniu rezolucji 660 (1990) i 661 (1990) Rada zdecydowała, że aneksja Kuwejtu przez Irak w jakiejkolwiek formie jest nielegalna.
Wezwano wszystkie państwa i organizacje międzynarodowe do nieuznania aneksji oraz powstrzymania się od wszelkich działań, które mogą stanowić pośrednie jej uznanie.

## Źródło
- UNSCR - Resolution 662